# Otto al III-lea de Olanda
Otto (d. 27 martie 1249) a fost episcop de Utrecht de la 1233 până la moarte.
Otto a fost cel de al doilea fiu al contelui Willem I de Olanda cu prima sa soție, Adelaida de Geldern. El a fost ales episcop de Utrecht în 1233, însă din cauza opoziției canonicilor de Utrecht consacrarea sa a fost amânată până în 1245. El s-a remarcat ca un conducător de forță care s-a implicat în principal în chestiunile seculare. După moartea din 1234 a fratelui său, contele Floris al IV-lea de Olanda, Otto a devenit protector al fiului acestuia, Willem al II-lea, trecând astfel la guvernarea comitatului. El a rezolvat diferitele probleme din Drenthe, probleme care îl costaseră moartea pe predecesorul său Otto al II-lea de Lippe. De asemenea, Otto al III-lea a supus pe seniorii de Goor autorității sale.